# Jean-Marie Sander
Pour les articles homonymes, voir Sander.
Jean-Marie Sander, né le 23 décembre 1949 à Ohlungen, près de Haguenau (Alsace), est un homme politique et banquier français. Après un parcours comme exploitant agricole dans le syndicalisme agricole, il s'engage dans la vie politique locale. Il est élu maire de la ville d'Ohlungen en 1995.
Il est également connu pour son engagement dans le groupe Crédit agricole. En 1993, il est nommé président de la Caisse régionale Alsace Vosges, poste qu'il occupe toujours aujourd'hui[Quand ?]. Entre 2003 et 2010, il occupe également la présidence de la Fédération nationale de Crédit agricole. En mai 2010, il quitte la Fédération et devient président de la holding cotée en bourse du groupe, Crédit agricole S.A.,.

## Biographie

### Parcours dans le syndicalisme agricole
Il passe son enfance dans la ferme familiale de 20 hectares qu'il reprend en 1970 et la spécialise dans les cultures végétales, notamment le houblon. L'année suivante, Jean-Marie Sander s'engage dans l'action syndicale au sein des Jeunes agriculteurs (JA) du canton de Haguenau. En 1972, il est élu président des Jeunes agriculteurs du Bas-Rhin. Il est élu à la tête de la FDSEA-67 en 1985. De 1989 à 1993, il est président de la chambre régionale d'agriculture d'Alsace.

### Parcours politique
En 1983, il est élu conseiller municipal et adjoint au maire du village d'Ohlungen dont il devient maire en 1995. La même année, il devient suppléant du député RPR de la circonscription Bernard Schreiner. De 1998 à 2007, il est président du Conseil économique et social d'Alsace.

### Parcours au Crédit agricole
Il est président de la Caisse régionale de Crédit agricole Alsace-Vosges (et précédemment de celle d'Alsace) depuis 1993. Il occupe de 2003 à 2010, la présidence de la Fédération nationale du Crédit agricole. En mai 2010, il prend la présidence de Crédit agricole SA. En 2013, son mandat a été renouvelé pour 3 ans.
En 2015, Dominique Lefebvre lui succède.

### Famille
Il est le père de Anne Sander (députée européenne, conseillère régionale LR) et de Franck Sander (président de la FSDEA-67, président de la confédération générale des planteurs de betteraves et vice-président de la FNSEA auprès de l'Union européenne).